# Lamprotatus scandicus
Lamprotatus scandicus är en stekelart som beskrevs av Lars Huggert 1972. Lamprotatus scandicus ingår i släktet Lamprotatus och familjen puppglanssteklar.
Artens utbredningsområde är Sverige. Arten är reproducerande i Sverige. Inga underarter finns listade i Catalogue of Life.